# NGC 5949
NGC 5949 (другие обозначения — UGC 9866, MCG 11-19-8, ZWG 319.16, KARA 682, IRAS15273+6456, PGC 55165) — галактика в созвездии Дракон.
Этот объект входит в число перечисленных в оригинальной редакции «Нового общего каталога».